# Эмиссы
Эмиссы (якут.  ) — село в Амгинском улусе Якутии России. Административный центр Эмисского наслега. Большинство жителей якуты.
Население 599 чел. (2021) .

## География
Село расположено на юго-востоке Центральной Якутии. Вокруг села множество озерков. Крупнейшее из них — оз. Куду
Улиц шесть:ул. К.Урастырова, ул. Комсомольская,  ул. Мира,  ул. Молодёжная,  ул. Набережная,  ул. Советская.
Расстояние до улусного центра — села Амга — 74 км.

## История
Согласно Закону Республики Саха (Якутия) от 30 ноября 2004 года N 173-З N 353-III село возглавило образованное муниципальное образование Эмисский наслег.

## Население
| 2002 | 2010 | 2021 |
| ---- | ---- | ---- |
| 636  | ↘584 | ↗599 |

Гендерный состав
По данным Всероссийской переписи населения 2010 года в гендерной структуре населения из 584 человек мужчин — 287, женщин — 297 (49,1 и 50,9 % соответственно).
Национальный состав
Согласно результатам переписи 2002 года, в национальной структуре населения якуты составляли 97 % от общей численности населения в 636 чел..

## Известные жители
Народный поэт Якутии Кюннюк Урастыров родился в Эмисском наслеге.
Нина Николаевна Чигирева, якутская певица, родилась 15 ноября 1954 г. в с. Эмиссы

## Инфраструктура
Эмисская СОШ им. В. М. Новикова — Куннук Урастырова, музей-усадьба народного поэта Кюннюк Урастырова
Школе в 19 веке попечительствовал Гавриил Васильевич Никифоров (1845-?) — российский предприниматель якутского происхождения.

## Транспорт
В 2013 году шло строительстве автомобильной дороги «подъезд к селу Эмиссы от 103 км автодороги „Амга“»